# Paolo Taverna
Paolo Taverna, conte (Milano, 1º giugno 1804 – Milano, 12 febbraio 1878), è stato un filantropo, mecenate e possidente italiano.

## Biografia
Nato nel 1804 durante il dominio napoleonico della Repubblica Italiana, il conte Taverna, ricco possidente milanese di una antica famiglia nobile, fu fra le altre cose promotore e fondatore del Pio istituto pei sordo-muti poveri di campagna (oggi Pio Istituto dei Sordi), inaugurato a Milano nel novembre dell'anno 1853 nei locali della Pia Casa d'Industria presso San Vincenzo in Prato. Fu consigliere comunale di Milano in epoca regia e consigliere provinciale per il mandamento di Saronno, nonché direttore del Monte di Pietà. Morì a Milano il 12 febbraio 1878 nella sua residenza di via Monte Napoleone, 12.